# Список особо охраняемых природных территорий Самарской области
На конец 2012 года на территории Самарской области существуют ООПТ следующих категорий: государственные природные заповедники (1), национальные парки (2), биосферные резерваты (1), ООПТ регионального значения (213), ботанические сады (1), лечебно-оздоровительные местности (1).

## Государственные природные заповедники
- Жигулевский государственный природный заповедник им. И.И. Спрыгина

## Государственные национальные парки
- «Самарская Лука»
- «Бузулукский бор»

## Биосферные резерваты
- Средне-Волжский комплексный биосферный резерват

## ООПТ регионального значения

### Алексеевский район
| №  | Наименование               | Площадь (га) | Дата присвоения |   |
| -- | -------------------------- | ------------ | --------------- | - |
| 1  | Берёзовый овраг            | 252          | 2009 год        |   |
| 2  | Герасимовская дубовая роща | 33,5         | 2009 год        |   |
| 3  | Грековский лес             | 28           | 2009 год        |   |
| 4  | Колок «Дубовый»            | 4,7          | 2009 год        |   |
| 5  | Лесной колок «Попов дол»   | 4,3          | 2009 год        |   |
| 6  | Овраг «Бирючий»            | 158          | 2009 год        |   |
| 7  | Родник истока р. Съезжей   | 34           | 2009 год        |   |
| 8  | Родник «Первокоммунарский» | 0,03         | 2009 год        |   |
| 9  | Тополь вековой             | 0,1          | 1989 год        |   |
| 10 | Урочище «Богатырь»         | 220          | 2009 год        | - |

### Безенчукский район
| №  | Наименование          | Площадь (га) | Дата присвоения |
| -- | --------------------- | ------------ | --------------- |
| 11 | Александровская пойма | 311,8        | 1987 год        |
| 12 | Васильевские острова  | 6041,09      | 1983 год        |
| 13 | Генковские лесополосы | 236,57       | 1989 год        |
| 14 | Майтуганские солонцы  | 2529         | 1989 год        |
| 15 | Озеро Боровое         | 465,21       | 1993 год        |
| 16 | Сосновая роща         | 42,22        | 1993 год        |
| 17 | Урочище «Макарка»     | 41,94        | 1993 год        |

### Богатовский район
| №  | Наименование        | Площадь (га) | Дата присвоения |
| -- | ------------------- | ------------ | --------------- |
| 18 | Кутулукская дубрава | 74,9         | 2009 год        |
| 19 | Кутулукские яры     | 152,9        | 1993 год        |
| 20 | Урочище «Ильмень    | 105,9        | 1993 год        |
| 21 | Урочище «Каменное»  | 101,9        | 1993 год        |

### Большеглушицкий район
| №  | Наименование                         | Площадь (га) | Дата присвоения |
| -- | ------------------------------------ | ------------ | --------------- |
| 22 | Истоки р. Каралык                    | 207,9        | 1989 год        |
| 23 | Колок Дубовенький                    | 5            | 1967 год        |
| 24 | Попов сад                            | 210          | 1989 год        |
| 25 | Фрунзенско-Каралыкская лесная полоса | 149          | 1989 год        |

### Большечерниговский район
| №  | Наименование                               | Площадь (га) | Дата присвоения |
| -- | ------------------------------------------ | ------------ | --------------- |
| 26 | Балка «Кладовая»                           | 385,53       | 2009 год        |
| 27 | Грызлы — опустыненная степь                | 1521,46      | 2009 год        |
| 28 | Дол «Верблюдка»                            | 75,8         | 1987 год        |
| 29 | Истоки р. Большой Иргиз                    | 204,5        | 1987 год        |
| 30 | Каменные лога № 1, 2, 3                    | 35,29        | 2009 год        |
| 31 | Кошкинская балка                           | 319,7        | 1987 год        |
| 32 | Сестринские окаменелости                   | 255,66       | 2009 год        |
| 33 | Урочище Мулин Дол                          | 5090,2       | 1987 год        |
| 34 | Участок типчаково-ковыльной целинной степи | 300          | 1967 год        |

### Борский район
| №  | Наименование                                                                                        | Площадь (га) | Дата присвоения |
| -- | --------------------------------------------------------------------------------------------------- | ------------ | --------------- |
| 35 | Геологические отложения триаса                                                                      | 9            | 2009 год        |
| 36 | Гостевский шихан                                                                                    | 10,8         | 2009 год        |
| 37 | Неприкский борок                                                                                    | 50,6         | 2009 год        |
| 38 | Осинник в истоках р. Лозовки (часть территории — 10,68 га — расположена в Кинель-Черкасском районе) | 93,58        | 1989 год        |
| 39 | Урочище «Мечеть»                                                                                    | 5,2          | 2009 год        |
| 40 | Урочище «Марьин пупок»                                                                              | 28,1         | 2009 год        |

### Волжский район
| №  | Наименование                                                 | Площадь (га) | Дата присвоения |
| -- | ------------------------------------------------------------ | ------------ | --------------- |
| 41 | Дубрава естественного происхождения                          | 231          | 1967 год        |
| 42 | Берёзовский древостой естественного происхождения            | 281          | 1967 год        |
| 43 | Генковская лесополоса кв. 15—23                              | 865          | 1983 год        |
| 44 | Генковская лесополоса кв. 25—26 Дубово-Умётского лесничества | 261          | 1967 год        |
| 45 | Генковская лесополоса кв. 28—32 Дубово-Умётского лесничества | 578          | 1983 год        |
| 46 | Генковская лесополоса кв. 35—38                              | 432          | 1983 год        |
| 47 | Генковская лесополоса кв. 42—43                              | 267          | 1983 год        |
| 48 | Генковская лесополоса кв. 75—80                              | 518          | 1983 год        |
| 49 | Заливы острова Тушинского                                    | 350          | 1989 год        |
| 50 | Устье р. Чапаевка                                            | 5900         | 1989 год        |
| 51 | Озеро Яицкое                                                 | 145          | 1967 год        |
| 52 | Преображённая степь                                          | 3270,4       | 1983 год        |
| 53 | Ковыльная степь                                              | 134          | 1983 год        |

### Елховский район
| №  | Наименование        | Площадь (га) | Дата присвоения |
| -- | ------------------- | ------------ | --------------- |
| 54 | Зелёная гора        | 194,6        | 2009 год        |
| 55 | Гора Лысая          | 49,8         | 2009 год        |
| 56 | Берёзовый родник    | 0,9          | 2009 год        |
| 57 | Чишмалинский родник | 0,9          | 2009 год        |
| 58 | Родник Мордвинский  | 6            | 1993 год        |

### Исаклинский район
| №  | Наименование                                   | Площадь (га) | Дата присвоения |
| -- | ---------------------------------------------- | ------------ | --------------- |
| 59 | Исаклинская нагорная лесостепь                 | 287,9        | 2009 год        |
| 60 | Древостой дуба                                 | 216          | 1967 год        |
| 61 | Липовый древостой                              | 104,4        | 1967 год        |
| 62 | Озеро Молочка                                  | 32,4         | 2009 год        |
| 63 | Озеро Солодка                                  | 16,2         | 2009 год        |
| 64 | Ольхово-берёзовая пойма                        | 96,1         | 2009 год        |
| 65 | Сосновый древостой естественного происхождения | 10,2         | 2009 год        |
| 66 | Пионерлагерь санатория-профилактория           | 25           | 2009 год        |

### Камышлинский район
| №  | Наименование                         | Площадь (га) | Дата присвоения |
| -- | ------------------------------------ | ------------ | --------------- |
| 67 | Гора Каратал чагыл (Куратас-Чагы)    | 15           | 2009 год        |
| 68 | Заброшенный карьер                   | 1            | 2009 год        |
| 69 | Камышлинская «Мацеста»               | 0,06         | 2009 год        |
| 70 | Медвежий колодец                     | 0,8          | 2009 год        |
| 71 | Ново-Усмановская сероводородная вода | 0,1          | 2009 год        |
| 72 | Родник Озын-тау                      | 0,6          | 2009 год        |
| 73 | Родник Шарлак                        | 0,06         | 2009 год        |
| 74 | Дубрава кленово-ясменниковая         | 500          | 1967 год        |
| 75 | Осиновый и осиново-липовый древостой | 660          | 1967 год        |
| 76 | Ульяновско-Байтуганское междуречье   | 900          | 1989 год        |

### Кинель-Черкасский район
| №  | Наименование                                                                     | Площадь (га) | Дата присвоения |
| -- | -------------------------------------------------------------------------------- | ------------ | --------------- |
| 77 | Верховья реки Козловки                                                           | 337,12       | 1989 год        |
| 78 | Урочище в верховьях р. Кувайки                                                   | 328,4        | 1989 год        |
| 79 | Тимашевские лесополосы                                                           | 13,4         | 1989 год        |
| 80 | Родник «Горенка»                                                                 | 0,99         | 1989 год        |
| 81 | Осинник в истоках р. Лозовка (часть территории расположена в Богатовском районе) | 10,68        | 1989 год        |
| 82 | Графское озеро                                                                   | 3,66         | 1989 год        |
| 83 | Сарбайская лесостепь                                                             | 510,72       | 1989 год        |

### Кинельский район
| №  | Наименование                          | Площадь (га) | Дата присвоения |
| -- | ------------------------------------- | ------------ | --------------- |
| 84 | Каменный дол                          | 42,68        | 2009 год        |
| 85 | Муравельский лес                      | 138,51       | 2009 год        |
| 86 | Овраг Верховой                        | 72           | 1987 год        |
| 87 | Бобровое озеро                        | 2,9          | 2009 год        |
| 88 | Самаро-Кинельская стрелка             | 125          | 2009 год        |
| 89 | Алакаевско-Чубовская каменистая степь | 5            | 2009 год        |
| 90 | Чубовская степь                       | 67           | 2009 год        |
| 91 | Родник в окрестностях села Чубовка    | 0,01         | 2009 год        |
| 92 | Чубовские розы гипса                  | 18           | 1989 год        |
| 93 | Игонев дол                            | 72           | 2009 год        |
| 94 | Колок Кругленький                     | 1            | 2009 год        |
| 95 | Красноармейский сосняк                | 950          | 1983 год        |

### Клявлинский район
| №   | Наименование                      | Площадь (га) | Дата присвоения |
| --- | --------------------------------- | ------------ | --------------- |
| 96  | Сосновый древостой                | 78,5         | 1967 год        |
| 97  | Михайловский серный источник      | 1,1          | 2009 год        |
| 98  | Старосеменкинский серный источник | 6,8          | 2009 год        |
| 99  | Родник Чиги-Буз                   | 1,4          | 2009 год        |
| 100 | Останцы соснового леса            | 245,2        | 1967 год        |

### Кошкинский район
| №   | Наименование           | Площадь (га) | Дата присвоения |
| --- | ---------------------- | ------------ | --------------- |
| 101 | Гипновое болото        | 1441,88      | 1987 год        |
| 102 | Надеждинская лесостепь | 188,1        | 1987 год        |

### Красноармейский район
| №   | Наименование                   | Площадь (га) | Дата присвоения |
| --- | ------------------------------ | ------------ | --------------- |
| 103 | Истоки реки Б. Вязовки         | 94,6         | 2009 год        |
| 104 | Истоки реки Чагры              | 58,6         | 2009 год        |
| 105 | Прибайкальская настоящая степь | 188,8        | 2009 год        |
| 106 | Урочище Родники                | 110,6        | 2009 год        |
| 107 | Усадьба А.А. Бострома          | 3,7          | 2009 год        |

### Красноярский район
| №   | Наименование                                  | Площадь (га) | Дата присвоения |
| --- | --------------------------------------------- | ------------ | --------------- |
| 108 | Дубовый древостой                             | 151          | 1967 год        |
| 109 | Дубовый древостой, смешанный с липой и клёном | 73,6         | 1967 год        |
| 110 | Гора Красная                                  | 45,1         | 2009 год        |
| 111 | Озеро Белое                                   | 119,7        | 2009 год        |
| 112 | Озеро Царевщинское                            | 3,5          | 2009 год        |
| 113 | Царёв курган                                  | 13,7         | 2009 год        |
| 114 | Шиланские генковские лесополосы               | 1407,9       | 2009 год        |

### Нефтегорский район
| №   | Наименование                          | Площадь (га) | Дата присвоения |
| --- | ------------------------------------- | ------------ | --------------- |
| 115 | Богдановская сыртовая ковыльная степь | 119,65       | 2009 год        |
| 116 | Вязовская ковыльная степь             | 60,44        | 2009 год        |
| 117 | Домашкинская лесостепь                | 312,6        | 2009 год        |
| 118 | Насаждения дуба и клёна               | 258,98       | 2009 год        |
| 119 | Насаждения сосны обыкновенной         | 16,96        | 2009 год        |
| 120 | Озеро Бобровое                        | 19,45        | 2009 год        |
| 121 | Святой колодец                        | 0,02         | 2009 год        |
| 122 | Бариновский родник                    | 0,03         | 2009 год        |

### Пестравский район
| №   | Наименование                              | Площадь (га) | Дата присвоения |
| --- | ----------------------------------------- | ------------ | --------------- |
| 123 | Байрачный колок                           | 4,3          | 2009 год        |
| 124 | Иргизская пойма                           | 2776,9       | 2009 год        |
| 125 | Ландшафтный комплекс вдоль р. Малый Иргиз | 176,5        | 2009 год        |
| 126 | Марьевская балка                          | 120          | 2009 год        |
| 127 | Балка Лозовая                             | 82,3         | 2009 год        |
| 128 | Тепловская балка                          | 510          | 1993 год        |

### Похвистневский район
| №   | Наименование                       | Площадь (га) | Дата присвоения |
| --- | ---------------------------------- | ------------ | --------------- |
| 129 | Абдулзаводская дубрава             | 322,2        | 2009 год        |
| 130 | Гора Копейка                       | 221,6        | 2009 год        |
| 131 | Лесостепь в верховьях р. Аманак    | 44,2         | 2009 год        |
| 132 | Малокинельские пойменные дубравы   | 203,2        | 2009 год        |
| 133 | Малокинельские нагорные дубравы    | 192,8        | 2009 год        |
| 134 | Мочалеевские нагорные дубравы      | 464,3        | 2009 год        |
| 135 | Подбельские пойменные дубравы      | 906,5        | 2009 год        |
| 136 | Похвистневские пригородные дубравы | 2965,6       | 2009 год        |
| 137 | Ятманские широколиственные леса    | 842,9        | 2009 год        |

### Приволжский район
| №   | Наименование                  | Площадь (га) | Дата присвоения |
| --- | ----------------------------- | ------------ | --------------- |
| 138 | Генковская лесополоса «Лента» | 236,57       | 1989 год        |
| 139 | Давыдовские сосны             | 15,81        | 1989 год        |
| 140 | Кашпирский сосновый древостой | 42,85        | 1989 год        |
| 141 | Место обитания авдотки        | 104,69       | 1989 год        |
| 142 | Нижне-Печерская дубрава       | 118,99       | 1989 год        |
| 143 | Озеро «Турбаза»               | 8,64         | 1989 год        |
| 144 | Фёдоровская дубрава           | 25,91        | 1989 год        |

### Сергиевский район
| №   | Наименование          | Площадь (га) | Дата присвоения |
| --- | --------------------- | ------------ | --------------- |
| 145 | Гора Высокая          | 163          | 1967 год        |
| 146 | Горы на реке Казачка  | 181          | 1989 год        |
| 147 | Нефтяной овраг        | 36           | 1967 год        |
| 148 | Голубое озеро         | 5            | 1967 год        |
| 149 | Серебристые тополя    | 11,4         | 1987 год        |
| 150 | Серноводская пещера   | 78           | 1987 год        |
| 151 | Серноводский шихан    | 206          | 1989 год        |
| 152 | Студёный Ключ         | 5            | 1989 год        |
| 153 | Якушкинские источники | 17           | 1987 год        |

### Ставропольский район
| №   | Наименование        | Площадь (га) | Дата присвоения |
| --- | ------------------- | ------------ | --------------- |
| 154 | Сосновый древостой  | 215          | 1967 год        |
| 155 | Мастрюковские озёра | 132          | 1989 год        |

### Сызранский район
| №   | Наименование                            | Площадь (га) | Дата присвоения |
| --- | --------------------------------------- | ------------ | --------------- |
| 156 | Истоки реки Крымзы                      | 511          | 1989 год        |
| 157 | Истоки реки Усы                         | 225,61       | 2009 год        |
| 158 | Гремячий                                | 445,97       | 2009 год        |
| 159 | «Каменные деревья»                      | 190          | 1983 год        |
| 160 | Малоусинские нагорные сосняки и дубравы | 279,22       | 2009 год        |
| 161 | Моховое болото                          | 50,33        | 2009 год        |
| 162 | Раменская лесная дача                   | 5513,61      | 1983 год        |
| 163 | Рачейская тайга                         | 969,32       | 2009 год        |
| 164 | Рачейские скалы                         | 114,63       | 2009 год        |
| 165 | Узилово болото                          | 7,54         | 2009 год        |
| 166 | Семь ключей                             | 494,03       | 2009 год        |
| 167 | Рачейский бор                           | 1336,1       | 2009 год        |
| 168 | Балашейские пески                       | 19           | 1987 год        |
| 169 | Нефтяная скважина № 8                   | 0,25         | 1983 год        |
| 170 | Нефтяная скважина № 10                  | 0,25         | 1983 год        |

### Хворостянский район
| №   | Наименование                 | Площадь (га) | Дата присвоения |
| --- | ---------------------------- | ------------ | --------------- |
| 171 | Генковская лесополоса кв. 36 | 27,3         | 2009 год        |
| 172 | Генковская лесополоса кв. 44 | 13,4         | 2009 год        |
| 173 | Владимировские сосны         | 46,5         | 2009 год        |
| 174 | Урочище «Тюльпан»            | 38,6         | 2009 год        |
| 175 | Родник Девятая Пятница       | 0,5          | 2009 год        |
| 176 | Морьевский лес               | 121,5        | 2009 год        |
| 177 | Хворостянский дендросад      | 5            | 2009 год        |

### Челно-Вершинский район
| №   | Наименование               | Площадь (га) | Дата присвоения |
| --- | -------------------------- | ------------ | --------------- |
| 178 | Дубрава водоохранная       | 2687         | 1989 год        |
| 179 | Калиновский ельник         | 34,88        | 1983 год        |
| 180 | Лесной колок «Яндык»       | 44           | 1989 год        |
| 181 | Урочище «Данилин пчельник» | 106          | 1989 год        |
| 182 | Родник «Студёный ключ»     | 8            | 1989 год        |
| 183 | Барский родник             | 5            | 1989 год        |

### Шенталинский район
| №   | Наименование                                                                | Площадь (га) | Дата присвоения |
| --- | --------------------------------------------------------------------------- | ------------ | --------------- |
| 184 | Ковыльная степь с дубравными колками                                        | 141,49       | 1987 год        |
| 185 | Кондурчинская лесостепь (часть территории расположена в Сергиевском районе) | 1043,52      | 1983 год        |
| 186 | Древостой берёзы                                                            | 89,86        | 1967 год        |
| 187 | Ново-Кувакская дубрава (дубовый древостой)                                  | 149,49       | 1983 год        |
| 188 | Ново-Кувакский родник                                                       | 21,32        | 1983 год        |
| 189 | Памятная посадка сосны в честь 100-летия В.И. Ленина                        | 27,01        | 1983 год        |
| 190 | Эталонные насаждения культуры сосны обыкновенной                            | 137,06       | 1987 год        |

### Шигонский район
| №   | Наименование                                         | Площадь (га) | Дата присвоения |
| --- | ---------------------------------------------------- | ------------ | --------------- |
| 191 | «Караульский бугор» (гора Светелка)                  | 3            | 1983 год        |
| 192 | Левашовская степь                                    | 73           | 1989 год        |
| 193 | Гурьев овраг                                         | 177,67       | 2009 год        |
| 194 | Меловые леса южной части Сенгилеевской возвышенности | 690          | 1989 год        |
| 195 | Муранские брусничники                                | 1900         | 1983 год        |
| 196 | Муранские озёра                                      | 800          | 1983 год        |
| 197 | Муранский бор                                        | 1800         | 1967 год        |
| 198 | Подвальские террасы                                  | 661,29       | 2009 год        |
| 199 | Орлиная пещера                                       | 200          | 1983 год        |
| 200 | Чувашский бугор                                      | 29,67        | 1987 год        |
| 201 | Усольский парк                                       | 7,61         | 1989 год        |

### г. Самара
| №   | Наименование                                                 | Площадь (га) | Дата присвоения |
| --- | ------------------------------------------------------------ | ------------ | --------------- |
| 202 | Древостой дуба естественного происхождения                   | 90           | 1967 год        |
| 203 | Древостой дуба                                               | 124          | 1967 год        |
| 204 | Пещера братьев Греве                                         | 2,14         | 1967 год        |
| 205 | Самарское устье                                              | 650          | 1989 год        |
| 206 | Сокольи горы и берег Волги между Студёным и Коптевым оврагом | 420          | 1989 год        |

### г. Сызрань
| №   | Наименование                                        | Площадь (га) | Дата присвоения |
| --- | --------------------------------------------------- | ------------ | --------------- |
| 207 | Акватория водохранилища ГЭС                         | 73,2         | 2009 год        |
| 208 | Дендрологический парк им. 60-летия образования ВООП | 8            | 2009 год        |
| 209 | Кашпирские обнажения юрских и меловых отложений     | 4,2          | 2009 год        |
| 210 | Тополь бальзамический-долгожитель                   | 0,01         | 1987 год        |
| 211 | Тополь чёрный. Дерево-долгожитель                   | 0,01         | 1987 год        |
| 212 | Урочище Монастырская гора                           | 190,9        | 2009 год        |

### г. Тольятти
| №   | Наименование          | Площадь (га) | Дата присвоения |
| --- | --------------------- | ------------ | --------------- |
| 213 | Ставропольский сосняк | 954          | 1987 год        |

## Ботанические сады
- Ботанический сад СамГУ

## Лечебно-оздоровительные местности
- Курорт «Сергиевские минеральные воды»